# Ivan Štraus (architekt)

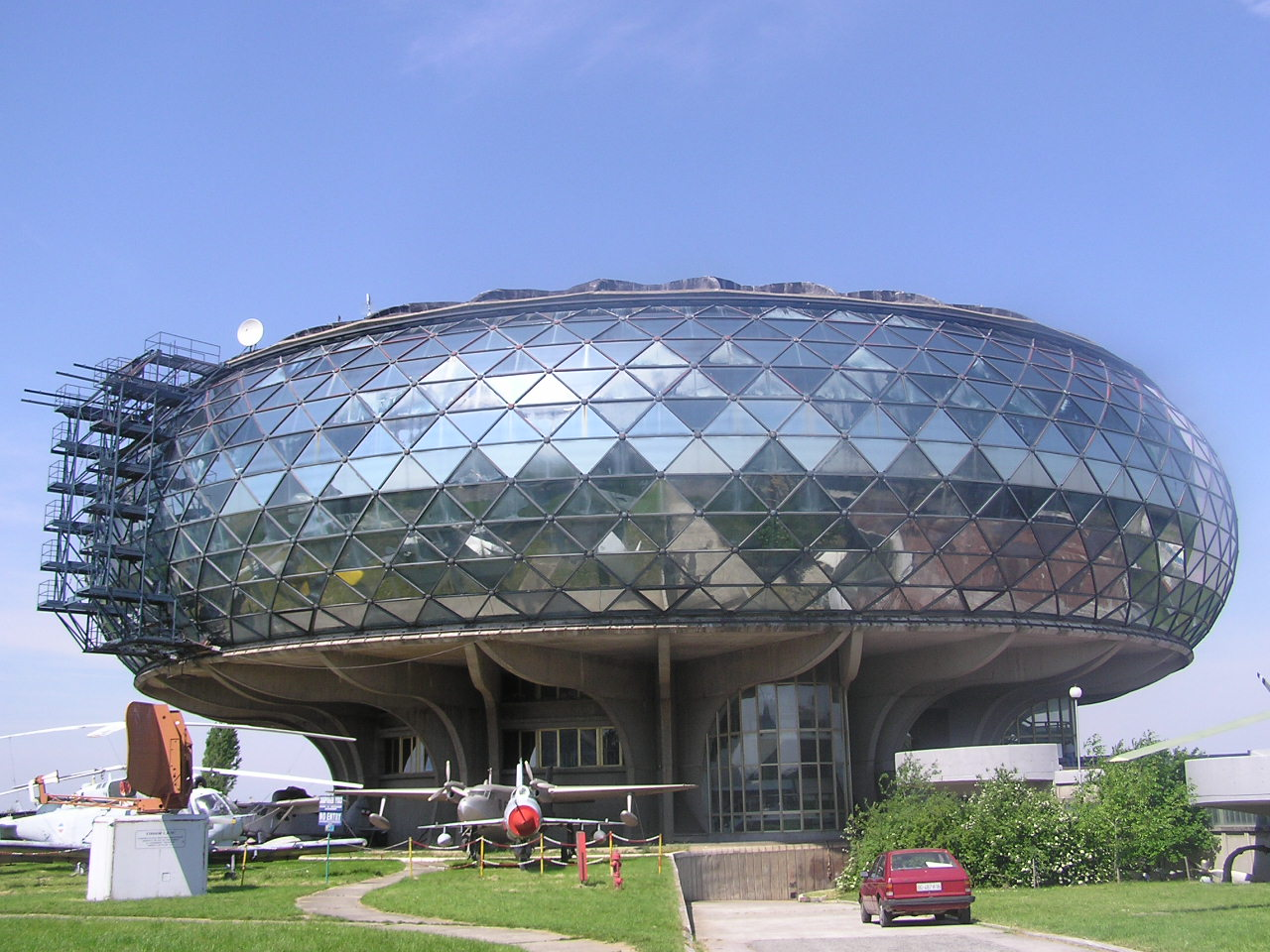
I. Štraus: Muzeum letectví v Bělehradě

Ivan Štraus (24. června 1928 Kremna, Užice – 24. srpna 2018 Sarajevo) byl bosenskohercegovinský architekt slovinského původu.

## Život
Architekturu začal studovat v Záhřebu v roce 1947, studia dokončil roku 1958 na fakultě techniky Univerzity v Sarajevu. Již od roku 1952 se účastnil různých architektonických soutěží. Od této doby získal kolem třiceti ocenění, vyhrál v mnohé soutěže, jak v Jugoslávii samotné, tak i v zahraničí. Mezi významné budovy, které Štraus navrhl, patří dvojčata UNITIC, budova Elektroprivede BiH, hotel Holiday Inn v Sarajevu, Muzeum letectví v Bělehradu a mnohé další.